# Endless Space
Endless Space este un joc video  de strategie pe ture științifico-fantastic 4X  dezvoltat de Amplitude Studios care a apărut la 4 iulie 2012 pentru Microsoft Windows.

## Prezentare
În acest joc, jucătorul alege una dintre cele opt civilizații unice, sau poate alege să-și creeze propria civilizație, pentru a o extinde până la un imperiu interstelar și să cucerească galaxia. Pentru a câștiga, jucătorul trebuie să fie primul care îndeplinește cerințele pentru anumite condiții de victorie, cum ar fi victorii economice, diplomatice sau de supremație.